# Hindeodus parvus
 Hindeodus parvus  ist eine Art der ausgestorbenen Conodonten (Conodonta), die erstmals in den Fossil führenden Gesteinen von Meishan im Kreis Changxing in der chinesischen Provinz Zhejiang gefunden wurde.
Wie andere Conodonten auch dient Hindeodus parvus als Leitfossil. Sein erstmaliges Auftreten in der stratigraphischen Abfolge der Sedimentgesteine dokumentiert den Beginn des erdgeschichtlichen Abschnitts des Indusiums. Das Indusium ist die älteste chronostratigraphische Stufe der Trias und somit stehen die ältesten Exemplare dieses Conodonten im Fossilbericht für die Wende vom jüngsten Perm (Lopingium) zur ältesten Untertrias und damit für den Beginn des Mesozoikums (Erdmittelalter).

## Merkmale
Der Conodonten-Apparat von Hindeodus parvus besteht wie bei allen Arten der Gattung aus sechs verschiedenartigen Elementen. Die Plattformelemente (Pa) sind klein mit einem großen, schlanken und aufrechten, leicht nach hinten gerichteten oder gebogenen Zahn, dem 4 bis 9 deutlich kleinere Zähnchen folgen. Es können zwei Morphotypen unterschieden werden, zwischen denen allerdings zahlreiche Übergangsformen auftreten. Die kleineren Zähnchen bei Morphotyp 1 sind schlanker und alle etwa gleich groß. Der hintere Teil des Elements fällt hier deutlich ab und trägt keine Zähnchen. Bei Morphotyp 2 sind die Zähnchen etwas länger mit einer leicht von der Spitze abfallenden Oberkante. Das hintere Drittel des Plattformelements ist mit zahlreichen kleinen, geneigten Zähnchen besetzt.
Die Astform-Elemente (r) weisen für Hindeodus einen relativ kurzen, hohen Balken auf. Beim Sb-Element ist im Gegensatz zu allen anderen Hindeodus-Arten in die starke Einwärtsbiegung des vorderen Balkens auch die Spitze und gelegentlich das erste Zähnchen des hinteren Balkens einbezogen.

## Verbreitung
Hindeodus parvus war in der gesamten Tethys verbreitet.